# Indigo (이루마의 노래)
"Indigo"은 이루마의 정규 음반 3집 《From The Yellow Room》에 수록된 곡으로 인디고 빛깔의 밤 하늘을 바라보며 만든 로맨틱한 곡이다.